# Mines d'argent de Cambambe
Les Mines d'argent de Cambambe, situées à environ « 7-10 jours de marche » de Luanda, soit environ 125 kilomètres, motivant la percée Portugaise dans l'intérieur des terres, furent une destination mythique censée apporter la prospérité aux Portugais lors de leur conquête de l'intérieur des terres de l'Afrique qui a contribué à l'Histoire de l'Angola.
C'est grâce à ces mines, situées sur la rivière Kwanza, que Paulo Dias de Novais trouva, à Madrid, le financements nécessaires auprès d'un groupe de capitalistes, ayant à sa tête Jeronimo Castanho. Il obtient par la même occasion le monopole du sel dans cette région, un peu plus au sud-ouest, par une charte de 1571.
Tout le long du premier des deux cycles de l'histoire de Luanda selon une étude historique sur cette ville angolaise, la recherche des mines d'argent de Cambambe est le principal moteur de l'expansion des portugais vers l'intérieur des terres. Les Portugais trouvant des gisements de cuivre à Cambambe, ils continuent leurs recherches même sans avoir trouvé d'argent.

## Histoire

### XVIesiècle
Les Portugais ont plusieurs constaté leur échec à trouver les célèbres mines d'argent de Cambambe, mais à chaque fois ce constat n'a pas empêché les générations suivantes de l'oublier et de se lancer de nouveau à leur recherche, faute d'une documentation suffisamment précise sur leur lieu et leur nature.

#### La voie orientale, par le Mozambique, dès 1506
Les Portugais espèrent notamment rejoindre l'Empire du Monomotapa et son or, acheminé par Sofala, au sud du delta du Zambèze, vers les commerçants indiens et leurs textiles du Gujarat. Ils le visent dès 1506, mais d'abord par les côtes du Mozambique, où ils restent cependant confinés sur le littoral jusqu'en 1513. Les commerçants portugais seront les premiers Européens à parcourir les ruines du Grand Zimbabwe, qu'un explorateur européen décrira ainsi en 1531 :

« À proximité des mines d'or de l'intérieur, entre la Limpopo et le Zambèze, il existe une forteresse de pierre d'une taille extraordinaire, sans qu'il semble que du mortier ait été utilisé. »

— Viçente Pegado, capitaine, garnison portugaise de Sofala, 1531.

#### La voie orientale, par le Mozambique, dès 1520
Les mines sont aussi recherchées depuis 1520 par la voie occidentale, depuis la côte de l'Océan Indien, et cette quête a joué un rôle important dans l'histoire de l'Angola. Balthasar de Castro avait dès 1526, dans un rapport officiel, estimé que ces mines n'existaient pas. Il était venu en Angola une première fois en 1516, en tant qu'envoyé du Roi du Portugal, accompagné du capitaine de bateau Antoine Pereira, puis il revint en 1520 avec Manuel Pachuco, explorer la rivière Kwanza, où il se fait capturer par les Angolais avant d'être libéré par les Congolais, qu'il visite en 1526 à Mbanza. 
A la même époque, Gregòrio de Quadra, qui avait passé plusieurs années dans une prison des Arabes du sultan d'Aden,, est envoyé à son tour par le Roi du Portugal en 1520, avec pour instructions de pénétrer dans les terres jusqu'au Royaume du Prêtre Jean, en Abyssinie à travers le continent, mais le Roi du Congo s'y oppose et il doit repartir à Lisbonne.
En 1579, le conquistador Jérôme d'Almeida se lance à son tour à la recherche des mines d'argent de Cambambe et 
C'est cette recherche qui va justifier les moyens importants attribués à la conquête du cours du Kwanza (fleuve) afin de se procurer des métaux précieux. Aux deux tiers du XVIe siècle, les projets de colonisation de la rivière Kwanza et du Grand Zimbabwe se conjuguent : des missionnaires jésuites sont envoyés au Mozambique en même temps qu'à Luanda, pour rejoindre les mines d'or que la tradition orale attribue à l'Empire du Monomotapa, depuis la côte de l'océan Indien. Les Portugais convoitent aussi les mines de sel du territoire de Kissama, au sud du fleuve Kwanza mais devront y abandonner leur fort lui préférant celui de Muxima, plus facile à ravitailler.
Il fut même « prévu de distribuer aux travailleurs des mines, des terres dont l'exploitation leur, serait imposée ». Le « type d'agglomération humaine imaginé par Sousa Coutinho » qui « semblait correspondre aux aldeiamentos organisés au Brésil par les Missionnaires ou par le Service de Protection des Indiens ».
« Deux nouvelles villes devaient être fondées entre le Luina et le Lucalà, avant Ambaca : Novo Belem et Nova Oeiras ». Le minerai, « extrait sans produits intermédiaires, devait être transporté par bateau sur le fleuve Kwenza ». 
Au moment où les « difficultés des finances métropolitaines imposaient au gouverneur la conduite à suivre », les recherches de minerai étaient mobilisées mais « c'était vainement que l'on cherchait dans les archives des références aux mines ou aux trésors dont on parlait en Europe ».
Les Portugais ont « apparemment mené une guerre coûteuse et préoccupante pendant trente ans » pour tenter de s'emparer de ces mines.  

#### La recherche simultanée des mines de sel de Kisama
Des recoupements d'historiens ont cependant amené à considérer que l'importance apportée à l'argent-métal ne « devait prendre que la seconde place après les gisements de sel » dans les motivations portugaises. Il était cependant plus facile dans la seconde moitié du 16e siècle de mettre en avant le potentiel de gisements d'argent-métal auprès d'autorités coloniales qui venaient de prendre conscience de l'énormité de ceux découverts au Pérou, dans la mine du Potosi.
Alors que le sel gemme extrait en blocs à Kisama, sud de la Rivière Cuenza, mais plus proche de ma côte que Cambambe, « a joué le rôle de monnaie » aux époques précédentes, pour les échanges de produits agricoles, y compris avec les Portugais, ceux-ci ont tenté plusieurs fois, à partir des années 1560 de s'en emparer.
Finalement, elles « échappent entièrement au contrôle des Portugais » et jouent un rôle centrifuge par rapport à leur système « centré sur le commerce des hommes ».
La tentative d'ériger un fort près de la région saline échoue en 1593 et les Portugais sont battus dans une bataille, tout près, l'année suivante. Puis c'est la mort en 1602 du gouverneur Coutinho dans le même secteur . 
Ensuite, « tout au long du XVIIe siècle, les gouverneurs Portugais de Luanda vont préparer de nouvelles tentatives de coloniser le sud de la Rivière Cuenza mais en vain ». Pour tenter d'expliquer ces renoncements, ils mettront en avant « l'aridité des lieux et le caractère barbare des habitants du Kisama » mais selon l'historien Ronald H. Chilcote c'est plutôt la sophistication de ces derniers et leur détermination à conserver cette zone vitale, grâce à leur exploitation du sel, qui l'explique.
À partir de 1617, des efforts considérables sont effectués pour créer une colonie à Benguéla, dans la croyance que la région a des mines de cuivre, mais elles ne seront pas trouvées non plus, et les ornements en cuivre portés par les habitants, souvent évoqués dans la littérature de l'époque, venaient d'ailleurs, acquis par le commerce 
La raison principale pour laquelle les Portugais se sont intéressés à la Rivière Cuenza est peut-être, selon l'historien Ronald H. Chilcote, la présence des Imbalagas, qui s'en sont eux aussi servis, à partir de 1575 et de l'embouchure de la rivière, pour pénétrer dans l'intérieur de l'Angola jusqu'au Congo. Dès les années 1500 des marchands d'esclaves portugais avaient tenté de tirer profit de l'embouchure de la Rivière Cuenza, mais cette pratique ne s'est diffusée qu'avec une très grande lenteur ensuite.

### XVIIesiècle
Le XVIIe siècle « n'a pas oublié ces mines d'argent au Sud de Cambambe, entre le cap Sainte-Marthe et le Monomotapa ».
Finalement, il faudra attendre 1629 pour que les Portugais atteignent l'Empire du Monomotapa, trop tard car l'épuisement de l'or des rivières est réel, après un apogée atteint dès les années 1440. L'année 1629 voit aussi le souverain de l'Empire du Monomotapa, Kapararidze, décider de chasser les Portugais et il ne reste plus que 5 de leurs agents l'année suivante dans le territoire du Shona et 7 dans le Manicoland, même si Kapararidze a été écrasé lors d'une bataille, obligeant son successeur à signer un traité de paix en mai 1629.
En 1603, à la demande de la couronne, Manuel Cerveira Pereira va relancer l'expédition entreprise par João Rodrigues Coutinho pour trouver les mines d'argent. Avec ses troupes il attaque Cafuxi, soba de la région de Quissamã, selon un rapport de 1603, afin de contrôler la région. Mais au terme de son expédition de 1603, les Portugais atteignirent la région de Cambambe, où ils ne trouvent finalement que des gisements de cuivre, considérés, avec le recul de l'histoire, comme "modestes" par certains chercheurs ou comme très importants par d'autres, situées sur les rives sud de la Kwenza. 
Manuel Pereira Forjaz, nommé gouverneur d'Angola en 1606, se voit ensuite enjoindre de privilégier plus particulièrement le commerce des esclaves, de n'exploiter les mines qu'en accord avec les populations locales, d'éviter les conflits militaires et de n'acheter des esclaves que dans les foires locales. 
L'historiographie oppose ainsi une « vaine chasse aux chimériques mines d'argent de Cambambe » jusqu'en 1605, à ensuite une « fulgurante série de razzias militaires dans l'intérieur pour capturer des esclaves », dans un schéma articulé autour d'un "virage" opérée en 1604-1605, qui n'apparait que de façon ténue aux contemporains et dans les statistiques de déportations d'esclaves. 
C'est aussi l'époque où Manuel Cerveira Pereira est accusé par la Couronne d'avoir favorisé le commerce avec des étrangers, et d'avoir laissé ces derniers pénétrer dans les ports d'Angola, chef d'accusation sous lequel l'explorateur est ensuite emprisonné et envoyé à Lisbonne.
Mais les gisements de cuivre et d'argent restent alors associés dans l'imaginaire portugais, comme provenant des mêmes sites, même si ce n'est pas le cas, en raison des lornements en cuivre portés par les habitants, souvent évoqués dans la littérature de l'époque, qui en réalité venaient d'ailleurs, acquis par le commerce . 
Près du fort qu'avait érigé au début du siècle Manuel Cerveira Pereira, de nombreux Portugais avaient alors acquis des concessions minières localement. Les bijoux en cuivre venaient probablement des très riches gisements du Katanga, via les bassins supérieurs du Zambèze et la Kwenza, qui sont en contact à la ligne de partage des eaux. Des Etats africains s'appuyant sur le commerce du cuivre remontant jusqu'aux régions du Zambèze et du Katanga ont duré plus de mille ans, l'exploitation de ce métal au Katanga remontant au VIIIe siècle. 
À partir de 1617, des efforts considérable sont effectués par Manuel Cerveira Pereira, qui reprend du service après une décennie de marginalisation, pour créer une colonie à Benguéla, dans la croyance que la région a des mines de cuivre, mais elles ne seront pas trouvées non plus.
Le mythe de la richesse des mines d'argent de Cambambe se poursuit par ailleurs dans la littérature coloniale, missionnaire et d'exploration, y compris dans les publications du milieu du siècle.

#### La recherche du cuivre à Benguela
Gouverneur de l'Angola (février 1603-octobre 1607, puis en 1615-1617), Manuel Cerveira Pereira va une décennie plus tard, en 1615, fonder le poste de Benguela, 300 kilomètres au sud de ce qui devient alors "l'ancienne Benguela" et constituera l'actuel Port Amboim et avait été fondé en 1559, année où Paulo Dias de Novais, petit-fils du navigateur Bartolomeu Dias, fut choisi par la reine Cathérine de Castille pour occuper le royaume de l'Angola et le royaume de Benguela .
Dias de Novais avait déjà envoyé son neveu, Lopes Peixoto, à Benguela-Velha, chercher des gisements d'or et d'argent, et il avait pu commercer "avec des païens en obtenant des vivres, des vaches, des légumes, des esclaves, des bagues et des bracelets en ivoire et en cuivre" et en construisant un fort en 1587,. Puis en 1611, Philippe II fait état de l'abondance de cuivre à Benguela-Velha., pouvant être expédié au Brésil à bord de navires négriers sans frais supplémentaires. 
Manuel Cerveira Pereira sera lui surnommé le “conquistador de Benguela” et le nouveau site fondé en 1615, voué à l'extraction minière du cuivre et de l'argent.
En 1617, le nouveau gouverneur de l’Angola, Luis Mendes de Vasconcelos, a suggéré que sa véritable motivation était de captureresclaves pour le marché de l’Atlantique.
En 1619, juste avant le départ pour Benguela de Manuel Cerveira Pereira, dans une nouvelle expédition vers les mines de cuivre, l'évêque du Congo Congo, Manuel Baptista, affirme qu'il n'y a pas de cuivre à Benguela, le questionne et l'amène à reconnaitre qu'il a qu'entendu parler de leur existence, sans en savoir plus. 
En 1624, le gouverneur Fernão de Sousa lui ordonne d’arrêter d'essayer de tromper la Couronne avec des histoires sur les mines.. Malgré cela, le capitaine Lasso quitte Luanda le 24 avril 1627, pour prendre son poste de gouverneur de Benguela sur un site qui lui a été désigné comme le plus proche des mines. 
Sa correspondance avec Luanda mentionne ensuite régulièrement ces mines, et il envoie des échantillons qui seront jugés insuffisants en minerai. Un siècle et demi plus tard, dans un rapport de 1781, le gouverneur de Benguela, Antonio José Pimentel de Castro e Mesquita (1779-1784), informe ses supérieurs qu'il n'a pas trouvé les mines de cuivre de Benguela et que les noirs de la région n'ont aucune information sur le sujet, même ceux qui portent des bracelets en cuivre.